# 나빌 페키르
나빌 페키르(Nabil Fekir, 1993년 7월 18일, 리옹 ~)는 프랑스의 축구 선수로, 현재 UAE 프로리그의 알자지라에서 공격형 미드필더 혹은 공격수로 활약하고 있다.
그는 2013년 7월에 들어서 리옹의 1군에 합류하였고, 자신의 2년차에 주전으로써의 입지를 확보했으며, 리그 1 올해의 신인 선수로 선정되었다. 이전에 알제리 국가대표팀의 부름을 받았던 그는 2015년 3월 26일에 프랑스 국가대표팀 신고식을 치렀다.

## 클럽 경력
페키르는 2013년 7월 30일에 리옹 1군 선수로 발탁되어 1-0으로 이긴 그라스호퍼와의 챔피언스리그 3차 예선 1차전에서 벤치를 지켰다. 8월 28일, 그는 0-2로 패해 합계 0-4로 밀려 탈락한 레알 소시에다드와의 플레이오프전 후반 시작을 앞두고 야신 벤지아와 교체되어 데뷔전을 치렀다. 사흘 후, 그는 1-2로 패한 에비앙 원정 경기에서 리그 1 데뷔전을 가졌고, 풀타임을 소화하였다. 2014년 4월 27일, 4-1로 이긴 바스티아와의 홈경기에서, 그는 데뷔골에 성공하였고, 알렉상드르 라카제트의 골도 도왔다. 그는 모든 대회를 통틀어 총 16번의 경기를 소화하였고 득점을 한번 기록하였다.
2014-15 시즌, 그는 자신의 팀내 위상을 높였다. 3월 19일, 국가대표팀에 차출된 시점에, 그는 25번의 경기를 소화해 11골을 득점하였고, 7골을 돕기도 했다. 2015년 5월 17일, 그는 리그 1 올해의 신인 선수로 선정되었다.

## 국가대표팀 경력
자신의 모국인 프랑스를 대표로 U-21 국가대표팀 경기에 한번 출전한 후, 페키르는 혈통에 따라 2015년 3월에 오만과 카타르와의 친선전을 앞둔 알제리 국가대표팀 차출 명단에 이름을 올렸다. 그러나, 그는 브라질과 덴마크와의 친선경기를 앞둔 프랑스 국가대표팀에 합류하기 위해 알제리 국가대표팀 차출을 거절했다. 그는 3월 26일, 스타드 드 프랑스에서 열린 브라질과의 친선경기에서 앙투안 그리즈만과 교체되어 막판 16분을 출전하였으나, 팀의 1-3 패배를 막지 못하였다. 그는 6월 7일, 벨기에와의 친선전에서 마티외 발뷔에나와 73분에 교체로 들어가 16분후에 국가대표팀 데뷔골을 성공시켰으나, 팀이 홈 안방에서 3-4로 패하는 것을 막지 못했다.

### 국가대표팀 득점 기록
'아래의 점수에서 왼쪽의 점수가 프랑스의 점수이다.
| #  | 날짜            | 경기장                           | 상대     | 점수 | 결과 | 대회     |
| -- | --------------- | -------------------------------- | -------- | ---- | ---- | -------- |
| 1. | 2015년 6월 7일  | 스타드 드 프랑스, 생드니, 프랑스 | 벨기에   | 2–4  | 3–4  | 친선경기 |
| 2. | 2018년 5월 28일 | 스타드 드 프랑스, 생드니, 프랑스 | 아일랜드 | 2–0  | 2–0  | 친선경기 |

## 플레이스타일
디디에 데샹 프랑스 국가대표팀 감독을 2015년 3월에 그를 차출하면서 "페키르는 큰 잠재력을 지닌 선수입니다. 저는 그가 팀에 큰 차이를 불러올 것이라 생각합니다. 그는 타인을 위해 다양한 역할을 수행할 수 있습니다. 그는 득점할 수도, 타인의 득점을 도울 수도 있습니다."

## 클럽 경력
2018년 5월 12일 기준
| 리옹 | 2013–14 | 리그 1 | 11  | 1  | 0 | 0 | 2 | 0 | 4  | 0 | — | — | 17  | 1  |
| 리옹 | 2014–15 | 리그 1 | 34  | 13 | 2 | 2 | 1 | 0 | 2  | 0 | — | — | 39  | 15 |
| 리옹 | 2015–16 | 리그 1 | 9   | 4  | 0 | 0 | 0 | 0 | 0  | 0 | — | — | 9   | 4  |
| 리옹 | 2016–17 | 리그 1 | 32  | 9  | 2 | 1 | 1 | 0 | 13 | 4 | 1 | 0 | 49  | 14 |
| 리옹 | 2017–18 | 리그 1 | 29  | 18 | 2 | 2 | 0 | 0 | 8  | 3 | — | — | 39  | 23 |
| 합계 | 합계    | 합계   | 115 | 45 | 6 | 5 | 4 | 0 | 27 | 7 | 1 | 0 | 153 | 57 |

## 참고
1UEFA 유로파리그 및 UEFA 챔피언스리그 출전 횟수 포함.
2트로페 데 샹피옹 출전 횟수 포함.